# イストチニ・スタリ・グラド
イストチニ・スタリ・グラド（セルビア語: Источни Стари Град,ボスニア語: Istočni Stari Grad ,クロアチア語: Istočni Stari Grad ）はボスニア・ヘルツェゴビナの基礎自治体で、ボスニア・ヘルツェゴビナを構成する構成体のうちスルプスカ共和国に属しイストチノ・サラエヴォを構成する自治体の一つである。
スルプスキ・スタリ・グラドの名でも知られ、ボスニア・ヘルツェゴビナ紛争以前は現在はボスニア・ヘルツェゴビナ連邦側の自治体であるスタリ・グラードと共に一つの基礎自治体であるスタリ・グラードを形成していた。
現在、行政の中心はフレシャ（Hreša）に置かれている。